# Jonas Geirnaert
Jonas Geirnaert (Sint-Kruis-Winkel, 28 juli 1982) is een Vlaams acteur, stemacteur, cabaretier, striptekenaar, televisiemaker, wijnmaker en regisseur die in Vlaanderen bekend werd met de cabaretgroep Neveneffecten waarmee hij absurde humor opvoerde. Geirnaert is ook de bedenker, tekenaar en stem van stripfiguur Kabouter Wesley.

## Biografie
Jonas Geirnaert studeerde animatie aan de KASK in Gent van 1999 tot 2004.

### Cannes
Op het Filmfestival van Cannes kaapte Jonas Geirnaert de prijs van de jury weg in mei 2004. Hij deed dit met een korte (11 minuten durende) animatiefilm, Flatlife. Toen hij het filmpje inzond voor selectie was alleen de eerste minuut van klank voorzien. De film was zijn eindwerk, maar was nog niet helemaal af op de uiterste inzenddatum voor selectie. Hoewel Flatlife geen politieke boodschap bevat, was dit wel het geval met Geirnaerts vorige film The All-American Alphabet. 
Op het podium in Cannes gaf Geirnaert de volgende boodschap aan alle Amerikanen: Don't vote Bush, in case Michael Moore shouldn't have the chance to say that this evening (stem niet op Bush, indien Michael Moore vanavond de kans niet zou krijgen om dit te zeggen). Hierbij kreeg hij de aandacht van een groot deel van het publiek, o.a. ook van Michael Moore zelf.

### Woestijnvis

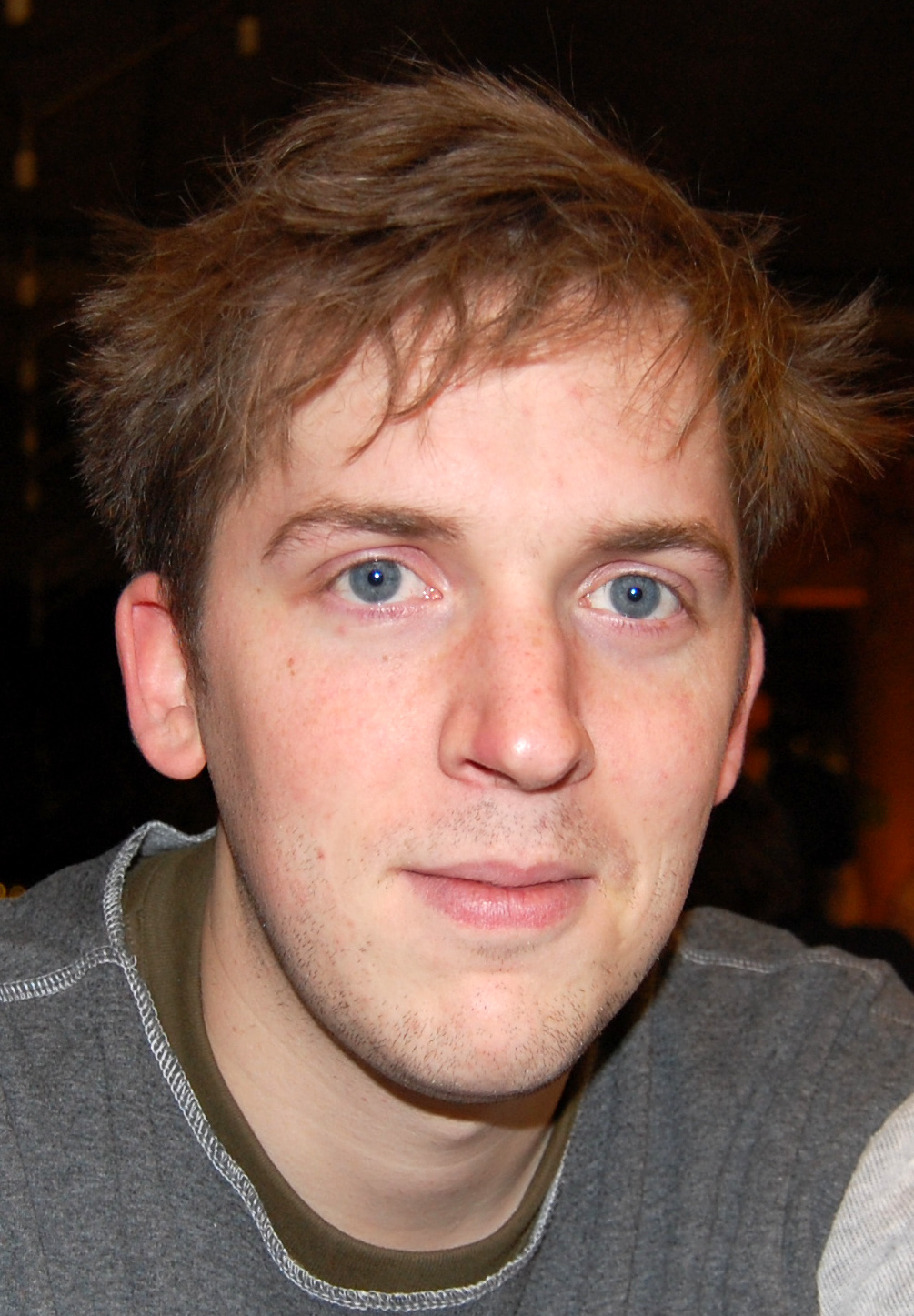
Jonas Geirnaert in 2007

Jonas Geirnaert is lid van de cabaretgroep Neveneffecten, samen met zijn neef Lieven Scheire, Jelle De Beule en Koen De Poorter. De groep Neveneffecten is afkomstig uit Wachtebeke (Gentse Rand, Oost-Vlaanderen) en hun absurde humor werd in Vlaanderen cultiverend. 
Momenteel werkt hij bij Woestijnvis, waar hij in 2005 met Neveneffecten werkte aan de eerste reeks van het gelijknamige televisieprogramma Neveneffecten.
Tevens schreef hij mee aan de tweede reeks van Het Geslacht De Pauw, waarin hij ook een gastrol vertolkte als Oost-Europese loodgieter (reeks 2, afleveringen 7 en 8).
Daarna maakte hij met Neveneffecten de Woestijnvis-serie Willy's en Marjetten, absurde humor in de lijn van Neveneffecten, dat in het najaar van 2006 op zondagavond in primetime op één uitgezonden werd. De tweede reeks van het televisieprogramma Neveneffecten verscheen in 2008 op Canvas.
In 2011 was Jonas Geirnaert met een nieuw televisieprogramma, Basta genaamd, te zien op de Belgische publieke omroep.
Geirnaert schreef samen met Bart De Pauw ook de fictiereeks Quiz Me Quick van Koeken Troef, waarvan de opnames oktober 2011 startten. Hij was van 2013 tot 2015 en van 2017 tot 2019 jurylid in De Slimste Mens ter Wereld.
Samen met Jelle De Beule maakte hij ook de rubriek Gek of geniaal voor het seizoen 2011-2012 van Man bijt hond. In het televisieseizoen 2013-2014 werkt hij samen met Otto-Jan Ham en Jelle De Beule aan het dagelijks actuaprogramma De Ideale Wereld op VIER. In 2017 werkt hij na een afwezigheid van enkele seizoenen opnieuw mee aan De Ideale Wereld, dat sinds 2016 op canvas wordt uitgezonden. Geirnaert is hier opnieuw de sidekick van Otto-Jan Ham. In dit nieuwste seizoen wordt Geirnaert afgewisseld door Jelle De Beule, Sven De Leijer, Jan Jaap van der Wal, Jean Paul Van Bendegem, Liesa Naert en Faisal Chatar.
In het najaar van 2022 nam hij deel aan De Allerslimste Mens ter Wereld.

### Kabouter Wesley
In 2008 verscheen Kabouter Wesley voor het eerst in Humo. Geirnaert bedacht de figuur Kabouter Wesley toen hij zijn animatiefilm Flatlife (2004) maakte. Doordat hij zo perfectionistisch aan deze film bezig was had hij een simplistisch figuurtje en onnozele verhaaltjes nodig om tijdens het tekenen wat stoom af te blazen.
In 2009 en begin 2010 werd er in Man bijt hond en Comedy Central wekelijks een animatiefilmpje uitgezonden met Kabouter Wesley in de hoofdrol. Geirnaert sprak zelf de stem in van Kabouter Wesley. Jelle De Beule verzorgde de andere stemmen.

## Filmografie

### Fictie
- F*** you Very, Very Much - Joris (2021 en 2023)
- De Dag - scenarist, samen met zijn partner Julie Mahieu (2018)
- Geub - Johnny Braeckman (2019)
- Quiz Me Quick - agent (2012)
- Kabouter Wesley - Kabouter Wesley (2009-2010)
- Willy's en Marjetten - Marcel (2006)
- Neveneffecten - diverse rollen (2005-2008)
- Het Geslacht De Pauw - Moldavische loodgieter - seizoen 2, aflevering 7 (2005)

### Non-fictie
- De Slimste Mens ter Wereld (2006) - als kandidaat
- De Ideale Wereld - presentator (2013 en 2014, 2017)
- De Slimste Mens ter Wereld (2013-2015, 2017-2019, 2023-heden) - als jurylid
- Scheire en de schepping - panellid (2012, 2013, 2014 en 2021)
- Basta - presentator (2011)
- De klas van Frieda - kandidaat (2010, 2012 en 2014)
- De Slimste Mens ter Wereld (2016) - als kandidaat
- De Allerslimste Mens ter Wereld (2022) - als kandidaat
- Over de oceaan - deelnemer overtocht Atlantische oceaan (2023 op Play4)
- Boris - als reisgezel van Jeroom (2023 op Play4)

## Privé
Geirnaert en zijn partner Julie Mahieu werden in 2020 ouders van een zoon. 
Verder is Geirnaert een dubbele neef van zijn Neveneffecten-collega Lieven Scheire en bloedverwant van striptekenaar Morris, de geestelijke vader van Lucky Luke (Morris was de achterneef van Jonas' grootmoeder). Voorts sprak hij zich al meermaals uit over zijn politieke voorkeur, en was hij in 2004 zelf verkiesbaar op de PVDA-lijst in Oost-Vlaanderen.